# Victor Quesada
Víctor Alfonso Quesada Aguilar (Ibagué, Tolima, 28 de abril de 1985) es un dramaturgo, director y guionista colombiano.

## Biografía
Estudió en la Pontificia Universidad Javeriana de Bogotá (Colombia) dónde obtuvo el título de politólogo en el 2007, después obtuvo su título como Maestro en Dirección Teatral de la Universidad de Essex (Inglaterra) en el 2009. Ha realizado varias pasantías, talleres y residencias en el GITIS de Moscú, en el Odin Teatret de Dinamarca, en el grupo Malayerba de Ecuador, con el dramaturgo Jô Bilac en Brasil, Lluis Pasqual en el Teatro Lliure en Barcelona y Miguel del Arco con la compañía Kamikaze Producciones en Madrid.

## Premios
- Premio Bienal a la Creación Artística Javeriana”. 2018[1]
- Beca para directores con trayectoria” de IDARTES. 2017
- Residencia en Arte Dramático del IDARTES. 2015
- Orden Ciudad Musical de Colombia al mérito artístico de Ibagué. 2012
- Impulso Pasantías Internacionales del Ministerio de Cultura de Colombia. 2012
- Jóvenes creadores del Ministerio de Cultura de Colombia. 2011
- Jóvenes Talentos del Icetex. 2010[2]

## Obras

### Obras dirigidas
- Rojas de Laura Calderón. Teatro Seki Sano. Bogotá. Marzo, 2019.
- El Perro del Hortelano de Lope de Vega con Consuelo Luzardo y Kepa Amuchastegui. Teatro Colón . Bogotá. Diciembre, 2018.[3]
- El puesto de César Betancur producido por Dago García. Teatro Patria. Bogotá, septiembre de 2018.
- 4.48 Psicosis de Sarah Kane. Estudio 5 Facultad de Artes Universidad Javeriana. Bogotá, junio de 2018.
- El verbo placer de Flavia Dos Santos and César Betancur. Teatro Patria, abril de 2018.
- La Noche Árabe de Roland Schimmelpfennig con Diana Ángel. Teatro Nacional. Bogotá. Octubre, 2017.
- Me ericé de Amparo Grisales and César Betancur. Teatro Patria. Bogotá. Octubre, 2017.
- Juicio a una Zorra de Miguel del Arco. Teatro Sala Uno. Bogotá. Mayo, 2017.
- La piedra oscura de Alberto Conejero. Teatro Sala Uno. Bogotá. Octubre, 2016.
- Hay un Complot I-II de César Betancur con Yuri Vargas y Marcela Carvajal. Teatro Nacional. Bogotá. Marzo, 2016.[4]
- El inspector de Nikolai Gogol. Teatro Nacional. Bogotá. Junio, 2015.
- Ni muerta dejo de vivir” de Andrea Guzmán. Bogotá. Septiembre, 2015.
- El Avaro de Moliére con Natalia Reyes y Diana Ángel. Teatro Nacional. Bogotá. Enero, 2015
- Cállate y Escribe de César Betancur con Andrea Guzmán. Teatro Astor Plaza. Bogotá, 2014.
- The Beauty Queen of Leenane by Martin McDonagh. Clifftown Youth Theatre. Londres. Diciembre, 2009.

### Obras escritas y dirigidas
- Las mujeres de Lorca con Consuelo Luzardo, Paula Castaño, Denise Hergett y Diana Ángel. Teatro Julio Mario Santodomingo  y Teatro Colón. Bogotá. Octubre, 2018. Marzo, 2019.[5]
- Viva  inspirada en Pablo Picasso, escrito junto a Denise Hergett. Teatro Nacional. Bogotá. Enero, 2018.[6]
- Güerfanitos”. Teatro Nacional. Bogotá. Marzo, 2015.
- Voz con Consuelo Luzardo y Diana Ángel. Teatro Nacional. Bogotá. Abril, 2014.[7]
- Apesta.  Espacio no convencional. Bogotá. Abril, 2012.[8]
- Anónimos. Teatro de Garaje. Bogotá. Diciembre, 2011.

### Guion y dirección de cine
- Closures. Short Film. Estudio Babel. 2018.
- El verbo placer. nuncio de TV. CARACOL TV. 2018.
- Me ericé. Anuncio de TV. CARACOL TV. 2017
- Lives in sight. Telenovela. Episiodos: 9, 14, 22, 26, 32, 34, 40, 41 and 47. RCN TV. 2015

### Obras de teatro publicadas
- Voz . Obra publicada por el Ministerio de Cultura de Colombia y Paso de Gato en la Antología II de Dramaturgia Colombiana Contemporánea. ISBN 978-607-8092-61-1. México. Agosto, 2013.
- Apesta . Editorial Colección Teatro Colombiano  UD. Nº. XLVII. ISBN 9789585434066. Bogotá. Abril, 2017.
- Cada primero de Noviembre, Caos en nueve letras. Publicada en V Clínica de Dramaturgia de Bogotá ISBN 978-958-8972-99-2. Bogotá. Abril, 2017.